# SM U-10 (1911)
SM U-10 – niemiecki okręt podwodny typu U-9 zbudowany w Kaiserliche Werft, Gdańsk w latach 1908-1911. Wodowany 24 stycznia 1911 roku, wszedł do służby w Cesarskiej Marynarce Wojennej 3 sierpnia 1911 roku, a jego dowódcą został kapitan Fritz Stuhr. U-10 w czasie sześciu patroli zatopił 7 statków o łącznej wyporności 1,651 GRT. 1 sierpnia 1914 roku został przydzielony do I Flotylli. 7 lipca 1915 roku przeniesiony do Flotylli Bałtyckiej.
W czasie patrolu bojowego na Morzu Północnym, na przełomie marca i kwietnia 1915 roku, dowodzony przez kapitana Fritz Stuhra U-10 zatopił pięć niedużych statków. 31 marca, w okolicach Sunderland norweski statek żaglowy „Nor” o wyporności 544 GRT, 1 kwietnia trzy brytyjskie trawlery, a 5 kwietnia kolejny brytyjski trawler „Acantha”.
7 lipca 1915 roku okręt został przeniesiony do Flotylli Bałtyckiej. W czasie prawie rocznej służby na Bałtyku odniósł tylko jedno zwycięstwo. 6 listopada 1916 roku u wybrzeży Łotwy zatopił fiński parowiec o wyporności 226 GRT.
30 czerwca 1916 roku w Zatoce Fińskiej U-10 zaginął, prawdopodobnie wpadł na minę. Cała 29 osobowa załoga zginęła.